# Аржемиро
Аржеми́ро Пинье́йро да Си́лва (порт.-браз. Argemiro Pinheiro da Silva; 3 июня 1915, по другим данным 1916, Рибейран-Прету — 4 июля 1975, Рибейран-Прету) — бразильский футболист, центральный полузащитник. Выступал за «Рио-Прето», «Португеза Сантиста» и «Васко да Гама», с которой стал чемпионом штата Рио в 1945 году. Выступал с 1938 по 1942 год за сборную Бразилии, сыграл 9 матчей. Был участником чемпионата мира 1938 года, где провел одну игру с Чехословакией 14 июня. Первый игрок из команд города Сантус, игравший на чемпионате мира.

## Карьера
Аржемиро родился в городе Рибейран-Прету, но в детстве с родителями переехал в Сан-Жозе-ду-Риу-Прету. Он начал карьеру в клубе «Рио-Прето» в 1931 году. В 1935 году полузащитник перешёл в «Португезу Сантисту», где выступал на протяжении трёх лет. И во все три года клуб занимал третье место в чемпионате штата Сан-Паулу. В 1938 году Аржемиро перешёл в клуб «Васко да Гама». Он стал одним из первых участников знаменитой команды «Васко», соданной Ондино Виейрой и названной «Экспресс Победы», первой в Бразилии, использовавшей схему 4-2-4, и выигравшей пять титулов чемпиона штата.

## Международная статистика
| Матчи Аржемиро за сборную Бразилии | Матчи Аржемиро за сборную Бразилии | Матчи Аржемиро за сборную Бразилии | Матчи Аржемиро за сборную Бразилии | Матчи Аржемиро за сборную Бразилии | Матчи Аржемиро за сборную Бразилии | Матчи Аржемиро за сборную Бразилии |
| ---------------------------------- | ---------------------------------- | ---------------------------------- | ---------------------------------- | ---------------------------------- | ---------------------------------- | ---------------------------------- |
| №                                  | Дата                               | Место проведения                   | Оппонент                           | Счёт                               | Голы                               | Турнир                             |
| 1                                  | 14 июня 1938                       | Бордо                              | Чехословакия                       | 2:1                                | —                                  | Чемпионат мира                     |
| 2                                  | 18 февраля 1940                    | Сан-Паулу                          | Аргентина                          | 2:2                                | —                                  | Кубок Рока                         |
| 3                                  | 25 февраля 1940                    | Сан-Паулу                          | Аргентина                          | 0:3                                | —                                  | Кубок Рока                         |
| 4                                  | 5 марта 1940                       | Буэнос-Айрес                       | Аргентина                          | 1:6                                | —                                  | Кубок Рока                         |
| 5                                  | 10 марта 1940                      | Буэнос-Айрес                       | Аргентина                          | 3:2                                | —                                  | Кубок Рока                         |
| 6                                  | 17 марта 1940                      | Авельянеда                         | Аргентина                          | 1:5                                | —                                  | Кубок Рока                         |
| 7                                  | 31 марта 1940                      | Рио-де-Жанейро                     | Уругвай                            | 1:1                                | —                                  | Кубок Рио-Бранко                   |
| 8                                  | 21 января 1942                     | Монтевидео                         | Перу                               | 2:1                                | —                                  | Чемпионат Южной Америки            |
| 9                                  | 31 января 1942                     | Монтевидео                         | Эквадор                            | 5:1                                | —                                  | Чемпионат Южной Америки            |

## Достижения
- Чемпион штата Рио-де-Жанейро: 1945